# Гай Сеций Кампан
Гай Сеций Кампан (на латински: Gaius Secius Campanus) e политик и сенатор на Римската империя през 1 век.
От 13 януари до вероятно 28 февруари 86 г. Кампан е суфектконсул на мястото на император Домициан (XII път) заедно с консула Сервий Корнелий Долабела Петрониан.